# Ricordati di noi
Ricordati di noi è un singolo del cantante italiano Valerio Scanu, il primo estratto dall'album Valerio Scanu e pubblicato il 18 settembre 2009.

## La canzone
Il brano è stato scritto e composto da Saverio Grandi e Bungaro ed è stato prodotto da Charlie Rapino.
La canzone viene scelta per far parte della colonna sonora del film Amore 14 di Federico Moccia.

## Video musicale
Il videoclip è stato diretto da Gaetano Morbioli. Dello stesso video, esistono due versioni, una pubblicata solo per il web che ha ottenuto oltre 3 milioni di visualizzazioni e pubblicata prima di quella ufficiale. L'esclusiva web mostra Valerio Scanu suonare al pianoforte con uno sfondo in bianco e nero, mentre la seconda versione mostra il cantante protagonista con degli amici ed una ragazza.

## Tracce
1. Ricordati di noi – 3:31 (Saverio Grandi, Bungaro)

## Classifiche
| Classifica (2009) | Posizione massima |
| ----------------- | ----------------- |
| Italia            | 8                 |